# Luigi Ravelli
Don Luigi Ravelli (1879 – 1963) è stato un presbitero, alpinista e storico italiano.

## Biografia
Parroco di Foresto, frazione di Borgosesia,  fondatore della sezione di Novara della Giovane Montagna
A lui è intitolato il Bivacco Luigi Ravelli, in Val d'Otro presso Alagna e il bivacco omonimo nel vallone di Mont Frochat in Valgrisenche (Valle d’Aosta).